# Síndrome de Kórsakov
El síndrome o psicosis de Kórsakov es una afección que abarca los trastornos mentales que se manifiestan en la enfermedad de Wernicke y que generalmente presentan quienes incurren en abuso de alcohol. Afecta a la memoria y al aprendizaje, como también a otras funciones cognitivas. El daño cerebral proviene sobre todo de la deficiencia de vitamina B1, aunque no es raro encontrar también niveles insuficientes de otras vitaminas y minerales. El consumo de bebidas alcohólicas produce daños en el aparato digestivo, lo que provoca deficiencias en la absorción y almacenamiento, sumados a sus propiedades neurotóxicas y a la situación de abandono alimenticio a la que puede conducir. Esto desemboca en un insuficiente suministro de múltiples nutrientes al organismo. Al inicio, puede observarse una carencia de vitamina B1 (tiamina), debido a sus escasas reservas. Entre quienes no presentaron abuso en el consumo de alcohol y desarrollan la enfermedad de Wernicke por otros motivos, se suelen manifestar daños neurológicos similares, pero con muchos menos síntomas mentales, es decir, generalmente sin síndrome de Kórsakov.
Las alteraciones mentales se manifiestan como una amnesia anterógrada (dificultades para crear recuerdos nuevos), aunque también pueden llegar a presentarse como amnesia retrógrada, la cual desembocará en dificultad para acceder a recuerdos del pasado (memoria autobiográfica). Los vacíos de recuerdos tienden a llenarse con fabulaciones, situaciones pasadas que el sujeto inventa sin ser consciente de ello. También se manifiestan dificultades importantes en el aprendizaje.
El síndrome de Kórsakov es una de las manifestaciones de la enfermedad de Wernicke que tiende a desarrollarse, en general, a medida que desaparecen los síntomas encefalopáticos del «Wernicke», por este motivo se identifica de forma más global como síndrome de Wernicke-Kórsakov. Resulta raro que se presente sin ser acompañado de los síntomas neurológicos (Wernicke). Una escasa minoría termina padeciendo el delirium tremens.

## Antecedentes históricos
Se atribuyen a Carl Wernicke las primeras descripciones de estas enfermedades en 1881. Entre 1887 y 1891 Serguéi Kórsakov publicó una serie de artículos partiendo de un estudio de varios casos de polineuritis alcohólica con diferentes síntomas mentales: pérdida de la memoria, amnesia, desorientación temporal y espacial y fabulaciones. En 1889 publicó el tercero de estos trabajos (Psychosis polyneuritica seu Cerebropathia psychica Toxaemica), donde describió los síntomas de esta enfermedad. Este síndrome amnésico-fabulatorio se denominó cerebropatía psíquica toxémica, y podría presentarse en varios tipos de trastornos; incluso podía presentarse sin neuritis. Llegó a ser habitual el uso del término psicosis de Kórsakov, para casos de trastornos mentales acompañados de síntomas neuróticos. En la década de 1930, se descubrió la relación con la tiamina.

## Causas
El síndrome de Wernicke-Kórsakov tiene su origen principal en la insuficiencia de vitamina B1 o tiamina en el organismo. Casi siempre esta insuficiencia está acompañada de otras, tanto de vitaminas como de minerales, que agregan sus propias sintomatologías al cuadro clínico. Pero se destaca la tiamina por las escasas reservas que posee el cuerpo humano, de solo unos 18 días, así como por sus diversas e importantes funciones como participar en el metabolismo de la glucosa para producir la energía celular. La ausencia de tiamina provoca un suministro insuficiente de energía tanto a neuronas como a glías, lo que hace que algunas funciones cerebrales se vean afectadas e incluso exista muerte celular. Existen factores que pueden hacer que algunas personas sean más susceptibles a contraer esta enfermedad, que afecta al 12,5 % de quienes abusan del consumo del alcohol. Pocas veces se presenta en personas que no presentan alcoholismo, como se ha observado en algunos casos de las primeras cirugías bariátricas, cuando no se prevenía con suplementos nutricionales.

### Alcoholismo
Está ampliamente demostrado el efecto neurotóxico del alcohol: es el factor que más se asocia con esta enfermedad. El alcohol contiene etanol, un inhibidor de la vitamina B1, que provoca disminución de su absorción. Suceden otras alteraciones, como con la reserva hepática de tiamina. La ingesta prolongada de alcohol también afecta a la neurotransmisión colinérgica en el prosencéfalo basal, lo que provoca falta de atención. Los alcohólicos, en numerosas ocasiones, van a sustituir la ingesta de alimentos por la ingesta de alcohol, con lo que el organismo estará desprovisto de nutrientes.

### Dolencias
En los no alcohólicos, las siguientes dolencias y procesos pueden causar la enfermedad de Wernicke, pero sin los síntomas mentales propios del Kórsakov: la colitis ulcerosa, anorexia nerviosa, enfermedad de Crohn, falta de apetito o huelgas de hambre, diarreas crónicas, aftas, envejecimiento, sida, estrés, secuelas de cirugía para la obesidad, diálisis o nutrición intravenosa durante un largo plazo, dietas compulsivas y otras. Sin embargo, los no alcohólicos en raras ocasiones llegan a desencadenar el síndrome de Wernicke-Kórsakov.

## Síntomas
Los síntomas más característicos del síndrome de Kórsakov son:
1. El síndrome amnésico diencefálico.
2. La fabulación (la persona rellena los vacíos de su memoria a través de la invención de historias, consideradas completamente verídicas por el paciente).[2]
3. Dificultades en el aprendizaje.

Las dificultades más usuales se encuentran relacionadas con la resolución de problemas abstractos, memoria, aprendizaje verbal y viso-espacial, problemas en la función motora y perceptiva. Es de notar que las fabulaciones desaparecen cuando los pacientes se encuentran en estadios crónicos.

### Síntomas de la enfermedad de Wernicke que pueden coexistir
Los síntomas neurológicos y cardiocirculatorios del Wernicke suelen aparecer de forma súbita y con anterioridad a los mentales del Kórsakov. En el Wernicke pueden presentarse síntomas heterogéneos y hasta inespecíficos; sin embargo, suelen presentarse uno o más de los siguientes a los que se pueden sumar los mentales, que se diferencian con el nombre de «Kórsakov».
1. ALTERACIONES DE LA VISIÓN
  1. Nistagmo: Movimiento involuntario e incontrolable de los ojos. El movimiento puede ser horizontal, vertical, rotatorio, oblicuo o una combinación de estos.
  2. Diplopía: Visión doble.
  3. Estrabismo: Se trata de la desviación del alineamiento de un ojo en relación con el otro, impidiendo la fijación bifoveolar.
  4. Oftalmoplejía: Parálisis de uno o más músculos oculares.
2. ALTERACIONES CEREBELOSAS
  1. Ataxia: Se trata de un signo clínico que se caracteriza por provocar la falta o irregularidad en el movimiento. Puede darse tanto en los movimientos oculares como en otras partes del cuerpo como por ejemplo, los dedos, manos, brazos, piernas y tronco. Es frecuente que la oftalmoplejía o la ataxia, antecedan en días o semanas a la aparición de los signos mentales.[11]
3. ALTERACIONES MENTALES
  1. Lenguaje lento, mínimo y no espontáneo.
  2. Desorientación.
  3. Somnolencia.[12]
  4. Apatía ante el entorno.[13]
  5. En la enfermedad de Wernicke no son raros los síntomas inespecíficos y además pueden presentarse alucinaciones, alteraciones en la discriminación olfativa y otras disfunciones sensoriales, convulsiones, hipotermia, neuropatías periféricas, etc.
4. TRASTORNOS CARDIO CIRCULATORIOS. Siendo el corazón uno de los grandes consumidores de energía es comprensible que se afecte por la falta de B1 y otros nutrientes. Podemos encontrar:
  1. Taquicardia.
  2. Disnea de esfuerzo.
  3. Alteraciones en el electrocardiograma.
  4. Alteraciones en la tensión arterial.
  5. Alteraciones en el ritmo cardíaco.
  6. Cardiomegalia.

## Diagnóstico
El diagnóstico de SWK tiene una tasa elevada post mortem, debido a que la detección, incluso en su fase aguda, es inusual. Los pacientes pueden morir en la fase aguda y muchos de los supervivientes llegan a desarrollar trastornos de la memoria permanentes. Por ello, es preciso sensibilizar a los profesionales y promover la actuación ante cualquier sospecha clínica.
- La prueba más fiable es la rápida respuesta a la tiamina parenteral.
- Puede también determinarse la actividad de la transcetolasa eritrocitaria[15] Utilizada para la determinación de niveles séricos de tiamina, cuyos parámetros van de 34 a 90 U/L. En la prueba se valora la actividad de la propia trancetolasa (ETK), para convertir la tiamina en forma metabólicamente activa. La prueba consiste en agregar TPP o TDP (difosfato de tiamina, expresado en porcentaje) y medir la actividad de la enzima. Si esta aumenta es probable que exista un estado de deficiencia.
- Otro recurso adecuado es la resonancia magnética.[16][17] Puede incluso dar un diagnóstico diferencial, por ejemplo distinguiendo SWK de enfermedades desmielinizantes.[18] Varios estudios demostraron su utilidad.[19][17][16][20]

La tomografía computarizada craneal no resulta efectiva para estos diagnósticos. Algunos autores han propuesto además mediciones de metabolitos de los hidratos de carbono, como lactato y piruvirato así como del magnesio, imprescindible para la transformar la tiamina.

## Lesiones cerebrales
Las lesiones por esta insuficiencia se suelen observar en los cuerpos mamilares, los nervios craneales en núcleos III, IV, VI y VIII, la sustancia gris periventricular y periacueductal, el tálamo, el hipotálamo, vermis cerebeloso o en el núcleo dorsal del nervio vago. Como responsable de los déficits de memoria asociados al Kórsakov, inicialmente se señaló a los cuerpos mamilares del hipotálamo, donde se han observado atrofias con pérdida de tejido cerebral en forma bilateral. Sin embargo, no en todos los casos de Kórsakov ha sido observada esta lesión. De este modo los estudios pasaron a centrarse en núcleos talámicos específicos como consecuencia de las numerosas hemorragias y neoplasias sufridas en esta región. Diversos estudios se centraron en los núcleos de Meynert, una de las tres principales estructuras colinérgicas del encéfalo anterior basal que nutre a la corteza cerebral y al hipocampo. En diversos casos se ha observado pérdida neuronal en esta región, mas no en todos los casos, lo que impide establecer esta región como causante de la pérdida de memoria. Otra de las frecuentes lesiones estudiadas han sido las de las olivas inferiores, las cuales a menudo, muestran degeneración transináptica secundaria a la degeneración del vermis cerebeloso. Del mismo modo, en el núcleo dorsal del rafe han sido observadas pérdidas significativas de neuronas serotonérgicas y de sus fibras. Otra de las hipótesis respecto a qué lesión genera los déficits de memoria de este síndrome señala a los núcleos mediodorsales del tálamo, sin embargo, y como consecuencia de lo difusas que son todas estas lesiones, no puede establecerse como causante una única estructura diencefálica.
Además de estos daños diencefálicos se han encontrado lesiones difusas en la corteza prefrontal resultantes del déficit continuado de tiamina y de la neurotoxicidad  del etanol Teniendo en cuenta lo señalado hasta ahora podemos sintetizar las lesiones cerebrales en daños al sistema límbico y diencefálico incluyendo las siguientes estructuras: córtex entorrinal, cuerpos mamilares, hipocampo, lóbulo frontal, tracto mamilo-talámico y núcleo anterior del tálamo.
Se debe tener en cuenta que a estas lesiones cerebrales se dan otras más generalizadas:
1. Disminución significativa del peso y volumen cerebral.
2. Pérdida neuronal en el córtex frontal superior.
3. Pérdida neuronal y gliosis en la capa III de la corteza cerebral.
4. Atrofia en la porción anterior superior del vermis superior y áreas adyacentes de los hemisferios cerebelosos.
5. Microhemorragias.
6. Pérdida neuronal a nivel general.
7. Gliosis en sustancia gris periventricular y periacueductal.

## Tratamiento
De acuerdo a Kopelman cualquier paciente que presente abuso de alcohol y padezca una sintomatología de confusión, náuseas y vómitos, fatiga, debilidad, apatía o hipotensión e hipotermia inexplicables, debería ser evaluado ante un posible riesgo de encefalopatía o enfermedad de Wernicke para ser tratado adecuadamente.
Algunas personas pueden necesitar hospitalización a comienzos de la afección para ayudar a controlar los síntomas y puede requerirse la vigilancia y cuidado apropiado de la enfermedad si el paciente está: comatoso, letárgico o inconsciente.
Primeramente conviene obtener una muestra de sangre a efectos de medir las vitaminas y minerales presentes. Luego se suministran dosis de 1 g de tiamina que conviene suplementar con otras vitaminas del complejo B y con magnesio. La tiamina (vitamina B1) no se suministra preferentemente a través de una inyección intravenosa por ser dolorosa y durante media hora para prevenir un eventual shock anafiláctico, aunque es muy poco probable. Es fundamental no inyectar suero glucosado hasta la suplementación vitamínica porque agravaría la situación. Es importante proporcionar antiinflamatorios, como por ejemplo indometacina o dipirona e incluso corticoides. Las 2 o 3 dosis diarias de tiamina parenteral deben continuar hasta no observarse nuevas mejorías, luego se continúa con tiamina oral solo si tienen recubrimiento entérico, también con tres comprimidos diarios y sin descartar los otros suplementos que sean necesarios. A falta de tiamina oral puede suministrase sulbutiamina con muy buenos resultados.
La tiamina parenteral generalmente mejora en el primer día diversos síntomas con excepción de la pérdida de la memoria y la capacidad intelectual que son de recuperación más lenta e incluso no mejoran en ciertos enfermos.
En etapas avanzadas pueden haber daños cerebrales irreversibles, es decir, lesiones duraderas en la memoria y la parte motora (falta de coordinación muscular y entumecimiento o debilidad de las extremidades, por ejemplo).

### Otros tratamientos
- Vitaminas y minerales: En ciertos casos también se han observado necesarias las vitamina B12 (cobalamina), B3 (nicotinamida), ácido fólico y otras del complejo B así como vitamina C (ácido ascórbico). Relativo a los minerales, además de magnesio, puede ser necesaria la complementación con cinc, fósforo o calcio.

- ISRS (Inhibidores selectivos de recaptación de la serotonina): La serotonina es el químico cerebral asociado con el sueño, el humor, regulación térmica, movimiento, alimentación y nerviosismo. El uso de ISRS, como la fluoxetina, puede ser útil para moderar algunos síntomas relacionados con la serotonina. Sin embargo, la evidencia actual es mixta, por lo que se necesita investigación adicional antes de ofrecer recomendaciones. Algunos aconsejan que se suministre en forma conjunta con ubiquinona (enzima Q10) por entenderse que desarrollan una acción sinérgica.

- Ginkgo Biloba: Es habitualmente utilizado para mejorar el riego sanguíneo.

- Taurina: Hay indicios para suponer que la tiamina es necesaria en la síntesis del aminoácido semi-esencial «taurina» y puede ser conveniente suministrarla en su forma sintética o en una dieta rica en mejillones (choritos) y otros productos marinos. Su insuficiencia causa alteraciones cardíacas especialmente.

- Bacopa: Extracto de la hoja llamada brahmi en la medicina ayurvédica (medicina practicada en la India). Es ampliamente utilizado en la India para aumentar la memoria, el alivio del dolor y el tratamiento de la epilepsia. Aunque la bacopa se utiliza tradicionalmente para mejorar la cognición, los ensayos clínicos son insuficientes. Puede desarrollar efectos indeseados por la interacción con otros fármacos.

- Musicoterapia: La música se utiliza para influir relajación física, emocional, cognitiva, así como a contribuir en el bienestar social y mejorar la calidad de vida de las personas sanas, como de aquellos que son discapacitados o enfermos. La musicoterapia también puede ayudar a mantener el rendimiento mental.[28]

- Grupos de apoyo: El estrés de padecer una enfermedad con frecuencia se puede mitigar uniéndose a un grupo de apoyo donde los miembros comparten experiencias y problemas en común.

### Complicaciones posibles y letalidad
- Problemas de la abstinencia alcohólica.
- Dificultades en las relaciones con las personas en la interacción social.
- Lesiones producidas por caídas.
- Neuropatía alcohólica permanente.
- Encefalopatía hepática.
- Pérdida permanente de las habilidades cognitivas.
- Pérdida de la memoria de manera permanente.
- Período de vida reducido.

A la hora de presentar la enfermedad al paciente, este se puede mostrar incapaz de entenderla. En las fases avanzadas de este síndrome, el paciente puede, incluso, alcanzar el estado de coma y la muerte. Es necesario recordar que la tasa de mortalidad de esta enfermedad es relativamente elevada, oscilando entre un 15 y un 20 %. Se afirma que los factores desencadenantes suelen ser las infecciones interrecurrentes y la insuficiencia hepática.

### Prevención
No tomar alcohol o tomarlo en forma moderada es uno de los factores más importantes, así como nutrirse lo suficiente pueden reducir considerablemente el riesgo de sufrir el síndrome de Wernicke-Kórsakov; no obstante, consumir una dieta nutritiva y bien balanceada puede ayudar, pero no es un sustituto para dejar el consumo de alcohol. La tiamina se encuentra en muchos alimentos como la levadura, hígados, cereales, nueces, legumbres, carne de cerdo, etc. Sin embargo, si un alcohólico está decidido a no abandonar este hábito, debe consumir un suplemento de tiamina (vitamina B1) que se complementa con el consumo de otras vitaminas. Cada caso es diferente y, por ello, el médico indicará la dosis de los productos vitamínicos y minerales. La tiamina, por su parte, debe consumirse en cuanto comienza a sospecharse Encefalopatía de Wernicke y debe ser tiamina parenteral en altas dosis para contrarrestar el riesgo de muerte o el desarrollo del síndrome de Kórsakov.
Es poco probable que un paciente muestre recuperación completa, pero la mejoría puede ocurrir, en aproximadamente el 75 % de los pacientes, en cuestión de meses o de años si el paciente permanece abstinente. Las alteraciones en memoria y aprendizaje mejoran mucho más lentamente que los rasgos agudos de la encefalopatía o enfermedad de Wernicke.

## Funciones de la tiamina
La tiamina es una vitamina que puede mantenerse en reserva hasta 18 días en el cuerpo antes de agotarse y es de enorme importancia debido a la gran cantidad de funciones que cumple. En el cuerpo, la tiamina es convertida en pirofosfato de tiamina (difosfato de tiamina), que es su estado funcional, aunque se la ha encontrado como trifosfato y en otras formas moleculares.
La función más conocida es como coenzima funcionando en conjunto con otras enzimas en la respiración celular. Debido a esto, una deficiencia de la misma reduce de manera dramática la capacidad metabólica del organismo. Su función en el proceso de la respiración aerobia celular es el de la descarboxilación del alfa cetoglutarato, que es vital para dicho proceso. Los órganos más afectados son los de mayor actividad metabólica como el cerebro, corazón e hígado. Las regiones del encéfalo más afectadas son el mesencéfalo, hipotálamo y tálamo. En las regiones afectadas se descubre ácido láctico. Aparte se dan una serie de procesos inflamatorios.
Para su desempeño la tiamina requiere de magnesio y su insuficiencia facilita el desarrollo de estas enfermedades, así como hace que los tratamientos sean inoperantes.
Otros importantísimos roles del pirofosfato de tiamina están relacionados con la formación de distintas macromoléculas como los lípidos (necesarios para la formación de las vainas de mielina), carbohidratos y proteínas así como para la síntesis de ácidos grasos y glicerol, monosacáridos y aminoácidos (los de cadena ramificada).

## Determinación de la cantidad de alcohol consumido
Mancinelli y Ceccanti propusieron distintos biomarcadores de alcohol que proporcionasen una estimación del alcohol consumido y la duración de la ingestión dando mayor información sobre los patrones de consumo de los individuos. Estos marcadores fueron:
1. La concentración de alcohol en sangre.
2. La gamma-glutamiltransferasa.
3. Las transaminasas AST y ALT, los parámetros hematológicos.
4. El volumen corpuscular medio
5. El fosfatidiletanol entre otros.